# Фудзивара-но Маро
Фудзивара-но Маро (яп. 藤原 麻呂; 695 — 17 августа 737) — японский аристократ периода Нара, сын Фудзивара-но Фухито и Камо-но Химэ. Вместе с тремя братьями попытался установить гегемонию рода Фудзивара, устранив в 729 году главного конкурента — принца Нагая. Умер во время эпидемии оспы, стал основателем одной из ветвей рода.
Фудзивара-но Маро был женат на женщине из рода Таима (её имя неизвестно). В этом браке родилась дочь Фудзивара-но Момоёси. В браке с дочерью Инаба-но Кимаме родился сын Фудзивара-но Хаманари.